# Robert Janssen (voetballer)
Robert Peter Marie Janssen (Panningen, 1 september 1967) is een voormalige Nederlandse voetballer van onder meer VVV en Eindhoven.
Hij maakte op 17-jarige leeftijd als amateur van SV Panningen de overstap naar de selectie van eredivisionist VVV. In zijn eerste profseizoen maakte hij op 16 maart 1986 zijn competitiedebuut in de met 3-1 gewonnen thuiswedstrijd tegen FC Den Bosch. In zijn eerste twee jaren bij de Venlose club kwam de aanvaller in totaal tot 16 competitiewedstrijden waarin hij één doelpunt scoorde, op 25 oktober 1986 in de thuiswedstrijd tegen HFC Haarlem. In het seizoen 1987-88 deed VVV-trainer Jan Reker geen beroep meer op hem. Hij verruilde VVV daarom in seizoen 1988-89 voor eerstedivisionist Eindhoven, maar ook daar kwam Janssen niet verder dan twee invalbeurten. De aanvaller zei het betaald voetbal in 1989 vaarwel en keerde terug op het oude nest bij SV Panningen. 
Nadien is Robert Janssen aan de slag gegaan als journalist voor de nieuwsdienst van de Limburgse regionale omroep L1. Als hobby is hij al 20 jaar actief als cabaretier met zijn cabaretgroep Vlugzout. In 2013 scoorde de groep een Noord-Limburgse hit met het nummer Zoemèr Zomer. Met Vlugzout treedt hij ook al jaren op tijdens carnavalszittingen. Een andere grote hobby is carnavalsliedjes schrijven. Hij heeft er inmiddels vele tientallen op zijn naam staan. Een van zijn nummers Limburg leaftj mit de vastelaovundj gezongen door Ronald en Carien, eindigde in 2010 als 2e op het LVK, een liedjesfestival voor Limburgse carnavalsnummers.

## Profstatistieken
| seizoen | club      | land      | competitie     | duels | goals |
| ------- | --------- | --------- | -------------- | ----- | ----- |
| 1985/86 | VVV       | Nederland | Eredivisie     | 9     | 0     |
| 1986/87 | VVV       | Nederland | Eredivisie     | 7     | 1     |
| 1987/88 | VVV       | Nederland | Eredivisie     | 0     | 0     |
| 1988/89 | Eindhoven | Nederland | Eerste divisie | 2     | 0     |
| Totaal  | Totaal    | Totaal    | Totaal         | 18    | 1     |